# TV Beyeröhde
Der TV Beyeröhde 1893 e. V. ist ein deutscher Sportverein aus dem Wuppertaler Stadtteil Langerfeld. Er ist überregional bekannt durch seine Frauenhandballmannschaft, die in der Saison 2007/08 der Handball-Bundesliga angehörte.

## Die Handballerinnen des TVB
Erstmals auf sich aufmerksam machten die TVB-Handballerinnen 1993, als sie in die 2. Bundesliga aufstiegen. Allerdings dauerte das Gastspiel in der Staffel Mitte der zweithöchsten Spielklasse nur ein Jahr. Mit 13:27 Punkten musste man wieder in die Regionalliga zurück. Im Jahre 2000 dann folgte gar der Abstieg in die Oberliga. Zwei Aufstiege hintereinander folgten, und in der Saison 2002/03 spielte man wieder in der 2. Bundesliga. Der erste Versuch in die 1. Bundesliga aufzusteigen scheiterte 2006, als man in den Aufstiegs-Play-Offs an Frisch Auf Göppingen scheiterte. Auch 2007 schien das Rennen um den Aufstieg gelaufen, da man im Finale TuS Metzingen (26:33, 29:30) unterlegen war. Da aber den Metzingerinnen wegen des Einsatzes einer nichtspielberechtigten Spielerin sämtliche Siege in den Play-offs aberkannt wurden, musste diese – ohne Metzingen, dafür mit der HSG Bensheim/Auerbach – wiederholt werden. Der TV Beyeröhde ergriff die sich unverhofft bietende Chance und schaffte mit vier Siegen den Aufstieg in die 1. Bundesliga. Dort allerdings war man chancenlos und stieg mit nur zwei gewonnenen Spielen und 4:40 Zählern wieder in die 2. Bundesliga ab. Nach einem Jahr Drittklassigkeit stieg die Damenmannschaft in die Regionalliga Nordrhein ab.

## Der TVB in den Aufstiegs-Play-offs
- 2005/06: Halbfinale: Frisch Auf Göppingen vs. TV Beyeröhde 28:26, 34:28.
- 2006/07: Halbfinale: HSG Bensheim/Auerbach vs. TV Beyeröhde 27:33, 23:29; Finale: SC Markranstädt vs. TV Beyeröhde 25:28, 25:32.

## Größte Erfolge
- Aufstieg in die 1. Bundesliga 2007
- Aufstieg in die 2. Bundesliga 1993, 2002, 2014

## Saisonbilanzen seit 1999/00
| Saison  | Spielklasse           | Platz | Sp. | Tore    | Diff. | Punkte |
| ------- | --------------------- | ----- | --- | ------- | ----- | ------ |
| 1999/00 | RL West, Staffel Nord | 11    | 22  | 389:487 | −98   | 09:35  |
| 2000/01 | Oberliga Niederrhein  | 02    | 22  | 504:398 | +106  | 36:08  |
| 2001/02 | Regionalliga West     | 01    | 26  | 726:532 | +194  | 46:06  |
| 2002/03 | 2. Bundesliga Süd     | 12    | 26  | 675:711 | −36   | 15:37  |
| 2003/04 | 2. Bundesliga Süd     | 08    | 28  | 739:753 | −14   | 26:30  |
| 2004/05 | 2. Bundesliga Nord    | 07    | 28  | 768:694 | +74   | 31:25  |
| 2005/06 | 2. Bundesliga Nord    | 02    | 26  | 777:595 | +182  | 45:07  |
| 2006/07 | 2. Bundesliga Nord    | 01    | 26  | 784:722 | +62   | 35:17  |
| 2007/08 | Bundesliga            | 12    | 22  | 559:714 | −155  | 04:40  |
| 2008/09 | 2. Bundesliga Süd     | 11    | 22  | 564:687 | −123  | 09:35  |
| 2009/10 | 2. Bundesliga Süd     | 12    | 22  | 555:726 | −171  | 02:42  |
| 2010/11 | 3. Liga, Staffel West | 07    | 26  | 758:703 | +55   | 30:22  |
| 2011/12 | 3. Liga, Staffel West | 03    | 26  | 802:683 | +119  | 37:15  |
| 2012/13 | 3. Liga, Staffel West | 03    | 24  | 815:694 | +121  | 35:13  |
| 2013/14 | 3. Liga, Staffel West | 01    | 26  | 895:669 | +226  | 47:05  |
| 2014/15 | 2. Bundesliga         | 10    | 26  | 719:721 | −2    | 23:29  |
| 2015/16 | 2. Bundesliga         | 07    | 30  | 869:848 | +21   | 32:28  |
| 2016/17 | 2. Bundesliga         | 05    | 30  | 865:838 | +27   | 32:28  |
| 2017/18 | 2. Bundesliga         | 06    | 28  | 790:765 | +25   | 30:26  |
| 2018/19 | 2. Bundesliga         | 04    | 30  | 868:807 | +61   | 44:16  |
| 2019/20 | 2. Bundesliga         | 13    | 22  | 541:614 | −73   | 13:31  |
| 2020/21 | 2. Bundesliga         | 09    | 26  | 664:696 | −32   | 23:29  |
| 2021/22 | 2. Bundesliga         | 15    | 30  | 701:810 | −109  | 13:47  |
| 2022/23 | 3. Liga Staffel West  | 11    | 20  | 463:599 | −136  | 05:35  |

|  | Aufstieg |
|  | Abstieg  |

## Bekannte Vereinsmitglieder
- Steffi Bergmann (* 1985), Handballspielerin, ab 2006
- Lyn Byl (* 1979), Handballspielerin, bis 1997
- Anna Disselhoff (* 1976), Handballspielerin
- Ilka Held (* 1979), Handballspielerin, ab 2005
- Dominika Karger (* 1978), Handballspielerin, ab 2005
- Birutė Stellbrink (* 1980), Handballspielerin, Saison 2007/08 – Sommer 2008
- Bianca Trumpf (* 1983), Handballspielerin, Saison 2006/07 – Sommer 2008